# Charles de Reinach
Pour les articles homonymes, voir Reinach.
Pour les autres membres de la famille, voir Famille de Reinach-Hirtzbach.
Le baron Charles de Reinach-Hirtzbach est un homme politique français né le 11 août 1785 à Hirtzbach (Haut-Rhin) et décédé le 21 février 1871 à Hirtzbach.

## Biographie
Riche propriétaire, il est député du Haut-Rhin de 1827 à 1833, siégeant dans l'opposition libérale sous la Restauration. Il est l'un des signataires de l'adresse des 221. Il soutient la Monarchie de Juillet et devient pair de 1833 à 1848.
Il est le père d'Antoine Hesso de Reinach-Hirtzbach et le beau-père de François Zorn de Bulach.

## Sources
- « Charles de Reinach », dans Adolphe Robert et Gaston Cougny, Dictionnaire des parlementaires français, Edgar Bourloton, 1889-1891 [détail de l’édition]